# Сан Паоло фуори ле Мура
„Сан Паоло фуори ле Мура“ (на италиански: Basilica di San Paolo fuori le Mura; букв.превод: Сан Паоло извън стените) е католическа църква в Рим, Италия. Намира се извън Аврелиановите стени на Рим, в южната част на града, на ул. „Остиенсе“ № 184.
Тя е една от четирите велики базилики в Рим, една от дванадесетте папски базилики в целия свят, непосредствено подчинени на римския папа, и една от седемте поклоннически църкви в Рим.
През 1980 г. като част от историческия център на Рим и владенията на Ватикана, базиликата е обявена за част от световното културно наследство под закрилата на ЮНЕСКО.

## История
Базиликата е построена по времето на император Константин I Велики (306 – 337) на мястото където е погребан апостол Павел, след като е обезглавен на 29 юни 65 г. или 67 г. в близката местност „Акви Салви“, където сега се намира траписткото абатство Тре Фонтане. Първоначалната базилика е малка, но непрекъснато увеличаващият се брой от поклонници, желаещи да се поклонят на гроба на апостола, налага тя да бъде разширена. Сградата е преустроена и разширена по времето на императорите Валентиниан I (364 – 375) и Теодосий I Велики (379 – 395), като последният довършва и художествената и украса и декорация.
Последващите папи продължават да украсяват църквата с добавяне на стенописи, мозайки, картини и параклиси през следващите векове. По времето на папа Лъв Велики (440 – 461) са изпълнени мозайките на Триумфалната арка, направена е реконструкция на покрива и започна известната серия от портрети на всички папи.
През 590 – 604 г., по време на понтификата на папа Григорий Велики, базиликата е отново преустроена: построен е нов олтар, дворът е украсен с над сто колони и статуя на Свети Павел, държащ в ръцете си книга и меч. По това време редом с базиликата се изграждат два манастира – мъжки и женски. През VІІІ век от града до църквата се стига по дълъг покрит портик. През IX век околността е подложена на разграбване при нападение на сарацини. За да предпази храма и манастирския комплекс от нападения, папа Йоан VIII (872 – 882) издига около тях крепостна стена. По това време базиликата е най-голямата и най-красивата църква в Рим. По време на понтификата на папа Григорий VII (1073 – 1082) е изградена камбанария (разрушена през ХІХ век) и е поставена входната бронзова врата на базиликата, състояща се от 54 панели, гравирани върху сребърно фолио, изработена в Константинопол през 1070 г.
През ХIII век. папа Хонорий III (1216 – 1227) възлага изработването на голямата мозайка в апсидата на художника Vassallectus; през 1285 г. е създаден и великолепният киворий (балдахин), дело на Арнолфо ди Камбио. През 1215 г. в базиликата пристига изгоненият от Александрия Латински патриарх и базиликата става патриаршеска катедрала за него и неговите приемници чак до 1964 г. През 1220 – 1241 г. е построен изящния манастирски двор – клоатър в готически стил.
По повод юбилейната 1575 г. папа Григорий XIII добавя балюстрада около гроба на светеца, през 1600 г. папа Климент VIII построява нов олтар, и през 1625 г. папа Урбан VIII възлага пълна реконструкция на Капелата „Сан Лоренцо“ на Карло Мадерно. През юбилейната 1725 г. папа Бенедикт XIII изгражда нов портик и Капелата на Разпятието.
В нощта на 15 срещу 16 юли 1823 г. базиликата е почти напълно унищожена от голям пожар. Оцеляват бронзовата врата от ХІ век, Триумфалната арка с мозайки от V век от двете и страни, балдахинът на Арнолфо ди Камбио, трансептът и голямата апсида с мозайки от ХІІІ век. Голяма част от стените рухват. Папа Лъв XII (1823 – 1829) поема ангажимент за възстановяване на базиликата. На 25 януари 1825 г. папата публикува енцикликата „Ad plurimas easque gravissimas“, с която се обръща за финансова помощ към католицете по целия свят. Откликът е огромен и то не само в католическите страни. Руският цар Николай I дарява големи блокове от малахит и лазурит, които по-късно са използвани за двете странични капели в трансепта. Изградена е нова фасада, с мозайки с изображенията на Исус Христос, Свети Павел, Свети Петър и четирима пророци, в горната и част е композицията „Христос благославя Свети Петър и Павел“. Мозайките са направени между 1854 и 1874 г. по проект на художниците Агрикола и Консуони. Големият квадратен портик, дълъг 70 м и състоящ се от 146 колони, е проектиран от Полети и изпълнен от Калдерини. В центъра на двора пред главната фасада е поставена голява статуя на Свети Павел, работа на Джузепе Обичи (1807 – 1878).
На 10 декември 1854 г., папа Пий IX (1846 – 1876) освещава „новата“ базилика в присъствието на голям брой кардинали и епископи, дошли в Рим от цял свят, за провъзгласяването на догмата за непорочното зачатие.

## Интериор
„Сан Паоло фуори ле Мура“ е втората по големина базилика в Рим след „Свети Петър“ във Ватикана и се отличава с впечатляващи размери – 131,66 м. дължина, 65 м. широчина и 30 м. височина. Тя е петкорабна базилика, с голям централен кораб, ограден от четири по малки нефа, разграничени от 80 монолитни гранитни колони. Таванът на централния кораб е покрит с резбовани позлатени панели.
Базиликата се отличава с богатия си интериор, част от който са 80-те гранитни колони и мозаечните портрети на 236 римски папи. В централния караб се намира саркофагът с мощите на апостол Павел – това е най-важната реликва на църквата. Над него се издига балдахинаьът на ди Камбио от 1285 г. Редом с него се издига и свещник от XIII век, висок 5,5 м., изработен в стил „Козматеско“, украсен със сцени на Страстите Христови. Право да отслужва меси над мощите на апостола има само римският папа. Саркофагът с мощите на апостол Павел се съхранява първоначално в криптата на базиликата. След пожара през 1823 г. се оказва погребан под слой от разстопени камъни е метал. Дълго време не се правят опити да се открие саркофага, и едва през 2005 г. започват внимателни разкопки в резултат на които саркофагът е открит и изложен за поклонение.